# Europawahl in Spanien 1994
- IU: 9
- PSOE: 22
- CN: 2
- CiU: 3
- PP: 28

Ergebnis nach Provinzen

Die Europawahl in Spanien 1994 fand am 12. Juni statt.

## Ergebnis
| Listen                          | Listen | Stimmen    | %    | Mandate | +/- |
| ------------------------------- | --- | ---------- | ---- | ------- | --- |
|                                 | Partido Popular | 7.453.900  | 40,1 | 28      | +13 |
|                                 | Partido Socialista Obrero Español | 5.719.707  | 30,8 | 22      | –5  |
|                                 | Izquierda Unida | 2.497.671  | 13,4 | 9       | +5  |
|                                 | Convergència i Unió - Convergència i Unió: Convergència Democràtica de Catalunya – Unió Democràtica de Catalunya: 812.806 Stimmen - Unitat del Poble Valencià: 35.703 Stimmen - Partit Socialista de Mallorca – Nacionalistes de Mallorca: 17.404 Stimmen                                                | 865.913    | 4,7  | 3       | +1  |
|                                 | Coalición Nacionalista - Eusko Alderdi Jeltzalea-Partido Nacionalista Vasco: 236.461 Stimmen - Coalición Canaria: 113.677 Stimmen - Unió Valenciana: 105.389 Stimmen - Partido Aragonés: 44.132 Stimmen - Unió Mallorquina: 7.673 Stimmen - Coalición Galega: 4.384 Stimmen - Wahlbündnis: 6.816 Stimmen | 518.532    | 2,8  | 2       | +1  |
|                                 | Por la Europa de los Pueblos - Esquerra Republicana de Catalunya: 144.001 Stimmen - Eusko Alkartasuna: 87.025 Stimmen - Tierra Comunera – Partido Nacionalista Castellano: 4.359 Stimmen - Esquerra Republicana – Entesa Nacionalista i Ecologista d'Eivissa: 2.350 Stimmen - Wahlbündnis: 1.604 Stimmen | 239.339    | 1,3  | –       | –1  |
|                                 | Forum – Centro Democrático y Social | 183.418    | 1,0  | –       | –5  |
|                                 | Herri Batasuna | 180.324    | 1,0  | –       | –1  |
|                                 | Partido Andalucista – Partido Andaluz del Progreso | 140.445    | 0,8  | –       | –1  |
|                                 | Bloque Nacionalista Galego | 139.221    | 0,7  | –       | ±0  |
|                                 | Los Verdes – Grupo Verde | 109.567    | 0,6  | –       | ±0  |
|                                 | Agrupación Ruiz-Mateos | 82.410     | 0,4  | –       | –2  |
|                                 | Els Verds – Confederació Ecologista de Catalunya | 42.237     | 0,2  | –       | ±0  |
|                                 | Partido Comunista de los Pueblos de España | 29.692     | 0,2  | –       | ±0  |
|                                 | Caza Pesca Naturaleza y Tradiciones | 29.025     | 0,2  | –       | Neu |
|                                 | Partido Obrero Revolucionario | 16.144     | 0,1  | –       | Neu |
|                                 | Partíu Asturianista | 14.846     | 0,1  | –       | ±0  |
|                                 | Extremadura Unida | 13.580     | 0,1  | –       | ±0  |
|                                 | Falange Española de las JONS | 11.733     | 0,1  | –       | ±0  |
|                                 | Unidad Regionalista de Castilla y León | 10.019     | 0,1  | –       | Neu |
|                                 | Sonstige < 0,05 % | 67.071     | 0,4  | –       | ±0  |
| Votos en blanco                 | Votos en blanco | 213.621    | 1,1  | –       | –   |
| Gesamt                          | Gesamt | 18.578.415 | 100  | 64      | +4  |
|                                 | |            |      |         |     |
| Ungültige Stimmen               | Ungültige Stimmen | 85.638     | 0,5  |         |     |
| Wähler                          | Wähler | 18.664.053 | 59,1 |         |     |
| Wahlberechtigte                 | Wahlberechtigte | 31.558.724 |      |         |     |
|                                 | |            |      |         |     |
| Quelle: Junta electoral central | |            |      |         |     |

## Fraktionen im Europäischen Parlament
| Liste/Partei                   | Liste/Partei                      | Liste/Partei                      | Liste/Partei                                       | Mandate | Fraktion |
| ------------------------------ | --------------------------------- | --------------------------------- | -------------------------------------------------- | ------- | -------- |
|                                | Partido Popular                   | Partido Popular                   | Partido Popular                                    | 28 / 64 | EVP-ED   |
|                                | Partido Socialista Obrero Español | Partido Socialista Obrero Español | Partido Socialista Obrero Español                  | 22 / 64 | SPE      |
|                                | IU – IpC                          |                                   | Izquierda Unida                                    | 5 / 64  | GUE      |
|                                | IU – IpC                          | Iniciativa per Catalunya          | 4 / 64                                             | GUE     |          |
|                                | Convergència i Unió               |                                   | Convergència Democràtica de Catalunya              | 2 / 64  | ELDR     |
|                                | Convergència i Unió               | Unió Democràtica de Catalunya     | 1 / 64                                             | EVP-ED  |          |
|                                | Coalición Nacionalista            |                                   | Eusko Alderdi Jeltzalea-Partido Nacionalista Vasco | 1 / 64  | EVP-ED   |
|                                | Coalición Nacionalista            | Coalición Canaria                 | 1 / 64                                             | ARE     |          |
|                                |                                   |                                   |                                                    |         |          |
| Quelle: Europäisches Parlament |                                   |                                   |                                                    |         |          |